# Кастрільйо-де-ла-Вальдуерна
Кастрільйо-де-ла-Вальдуерна (ісп. Castrillo de la Valduerna) — муніципалітет в Іспанії, у складі автономної спільноти Кастилія-і-Леон, у провінції Леон. Населення — 190 осіб (2010).
Муніципалітет розташований на відстані близько 290 км на північний захід від Мадрида, 55 км на південний захід від Леона.
На території муніципалітету розташовані такі населені пункти: (дані про населення за 2010 рік)
- Кастрільйо-де-ла-Вальдуерна: 162 особи
- Велілья-де-ла-Вальдуерна: 28 осіб

## Демографія
Динаміка населення (INE ):